# مستشفى الدار
مستشفى الدار  مستشفى الدار قباء هي الصرح الطبي الأكبر في القطاع الصحي لمجموعة عبد الغني حسين وهي واحدة من كبريات المستشفيات الخاصة بالمدينة المنورة، أسسها الشيخ / عبد الغني حسين الذي هو واحد من أهل طيبة الطيبة وأحد أبرز رجال الأعمال بها والمعروف عنه حبه لمدينة رسول الله صلى الله عليه وآله وسلم ولأهلها الذين هم أحفاد المهاجرين والأنصار.
تم افتتاح مستشفى الدار قباء في عام 2007م وتم تحديد الموقع بناءً عن دراسة وعلم فهو بقباء وسط واحة النخيل الغناء بعيدا عن أي مصدر إزعاج له إطلالة على مسجدي قباء والجمعة وقريب من مسجد رسول الله صلى الله عليه وسلم لا يزعج الناظر منه واليه ويعتبر لوحة فنية رفيعة المستوى أما عن مساحته فهي تقع على (34000مترمربع) بسعة سريريه قصوى 200 سرير.
المستشفى يقدم خدماته في 14 مجالاً تخصصياً طبياً
وقد روعي في بناء المستشفى من اليوم الأول لإنشائها أن تكون مطابقةً للمعايير العالمية سواءً في الإنشاء أو التجهيزات التقنية وكذلك في اختيار الكوادر البشرية المؤهلة الفنية منها أو الإدارية، فلقد تم تجهيز المستشفى بأحدث الأجهزة التشخيصية والعلاجية والتي يتم تحديثها من وقت لآخر بناءً على خطة مدروسة لمواكبة كل جديد في العالم.
في خلال السنوات الخمس الماضية تم علاج حوالي 600.000 مريض بالمستشفى ومسجل لدينا حوالي 250.000 ملف على نظام إلكتروني متقدم يسمح بأن يكون لكل مريض ملف (إلكتروني) خاص به مدى الحياة مسجل عليه تاريخه الصحي كاملاً لكي يتسنى لأي طبيب بأي تخصص في أي وقت أن يراجع التاريخ الصحي لهذا المريض دون الحاجة إلى ملفات ورقية قد تتلف بمرور الزمن أو بأي عوامل بيئية أو بشرية أخرى.
خدماتنا :
قسم أمراض القلب: رسم قلب 24 ساعة، وحدة القسطرة التشخيصية والعلاجية
مركز أمراض المسالك البولية: جهاز الموجات التصادمية لتفتيت الحصوات (إيزويل).
مركز النساء والتوليد: عيادة الكشف المبكر عن أورام النساء وعلاج السلس البولي عند النساء.
وحدة أمراض الكلى والغسيل الكلوي وبها خمسة أجهزة للغسيل بالإضافة إلى وحدة متحركة للعناية المركزة
مركز الجراحة العامة: وحدة جراحة المناظير.
مركز أمراض وجراحة العظام
مركز الأشعة والرنين المغناطيسي: جهاز الرنين المغناطيسي M.R.I المفتوح، جهاز الأشعة المقطعية متعدد المقاطع
قسم المختبر
وحدة العناية المركزة لحديثي الولادة ووحدة العناية المركزة للأطفال
وحدة الرعاية المركزة ووحدة العناية المركزة للقلب
مركز الأنف والأذن والحنجرة: وحدة خاصة لجراحات الأذن الميكروسكوبية الدقيقة أحدث جهاز ليزر والذي يستخدم في علاج حالات الحنجرة
مركز السمعيات
مركز الأمراض الجلدية والتجميل والعناية بالبشرة: مجهز بأجهزة الليزر والكي الكهربائي والتبريد، مركز جراحات التجميل، مجهز بأحدث الأساليب العلمية للعمليات التجميلية وعلاج التشوهات المختلفة
مركز العيون: مجال الإبصار، وحدة جراحة الليزر، وحدة علاج عيوب الإبصار الانكسارية، وحدة البصريات والمعينات البصرية، قسم العمليات الجراحية كامل التجهيز لإجراء عمليات العيون المختلفة.